# Hatch (Bedfordshire)
Pour les articles homonymes, voir Hatch.
Hatch est un hameau du Central Bedfordshire dans le comté de Bedfordshire et la région de l’Angleterre de l'Est.